# Eustáquio van Lieshout
Eustáquio van Lieshout (Aarle-Rixtel, 1890 - Belo Horizonte, 1943) fue un misionero neerlandés asentado en Brasil, religioso y sacerdote de la Congregación de los Sagrados Corazones de Jesús y María. La Iglesia católica conmemora su festividad el 30 de agosto.
Huub van Lieshout, conocido luego en portugués como Eustáquio van Lieshout, nació en Aarle-Rixtel en la diócesis de s'Hertogenbosch de la provincia de Brabante Septentrional, en los Países Bajos, el 3 de noviembre de 1890. 
Siendo aún un muy joven sacerdote en Europa, en reconocimiento a su labor, el rey de Bélgica lo nombró caballero de la Orden de Leopoldo. 
Van Lieshout, con otros dos sacerdotes de la Congregación de los Sagrados Corazones y tres hermanos, llegaron a Brasil en 1925, en respuesta al llamamiento del obispo local. Allí trató de seguir el ejemplo del padre Damián de Veuster.
Falleció en Belo Horizonte, el 30 de agosto de 1943 a los 52 años, siendo inhumado en la Iglesia de los Sagrados Corazones de Jesús y María de dicha ciudad brasileña.

## Beatificación
El Padre Eustáquio fue beatificado en la festividad del Corpus Christi, el 15 de junio de 2006, a las 4:00 p. m., en Belo Horizonte, Brasil en un liturgia celebrada por monseñor Walmor de Oliveira de Acevedo, arzobispo metropolitano de Belo Horizonte, y presidida por el cardenal José Saraiva Martins, prefecto del Congregación para las Causas de los Santos del Vaticano.
- Datos: Q734546
- Multimedia: Eustáquio van Lieshout / Q734546